# Lauf (Baden)
Lauf (Alemanni thấp: Louf) là một thị xã nằm ở huyện Ortenaukreis, phía tây bang Baden-Württemberg, Đức.